# Karol Dziecię
Karol Dziecię (ur. ok. 849 we Frankfurcie, zm. 29 września 866 w Buzançais) – król Akwitanii w latach 855-866 w opozycji do Pepina II, młodszy syn króla Franków Zachodnich Karola II Łysego i Ermentrudy, córki Odona I, hrabiego Orleanu. Młodszy brat Ludwika II Jąkały.
Ojciec Karola, król Karol Łysy, walczył o koronę Akwitanii ze swoim bratankiem Pepinem II od 838 r. W 852 r. udało mu się pojmać Pepina. Jednak królewski kandydat na tron Akwitanii, Ludwik Młodszy, zrezygnował z walki o koronę w 855 r. Karol Łysy nadał więc Akwitanię swojemu młodszemu synowi, który został koronowany w Limoges.
W przeciwieństwie do swoich poprzedników na akwitańskim tronie (Ludwika Pobożnego, Pepina I i Pepina II) Karol nie posiadał żadnej realnej władzy. Akwitańczycy dążyli do zerwania z królestwem zachodniofrankijskim, więc poparli Pepina II, który w 854 r. uciekł z więzienia. Walka z Pepinem trwała do 864 r., kiedy to konkurent Karola został ponownie pojmany i osadzony w Senlis, gdzie wkrótce zmarł.
Karol ożenił się w 862 r., ale o jego żonie nie zachowały się prawie żadne informacje. Wiadomo tylko, że była wdową po hrabim Humbercie. Małżeństwo Karola zostało rozwiązane w 863 r. Nic nie wiadomo również o ewentualnych potomkach Karola, który zmarł w 866 r. Rządy w Akwitanii przejął jego starszy brat, Ludwik Jąkała.